# Oenone and Paris

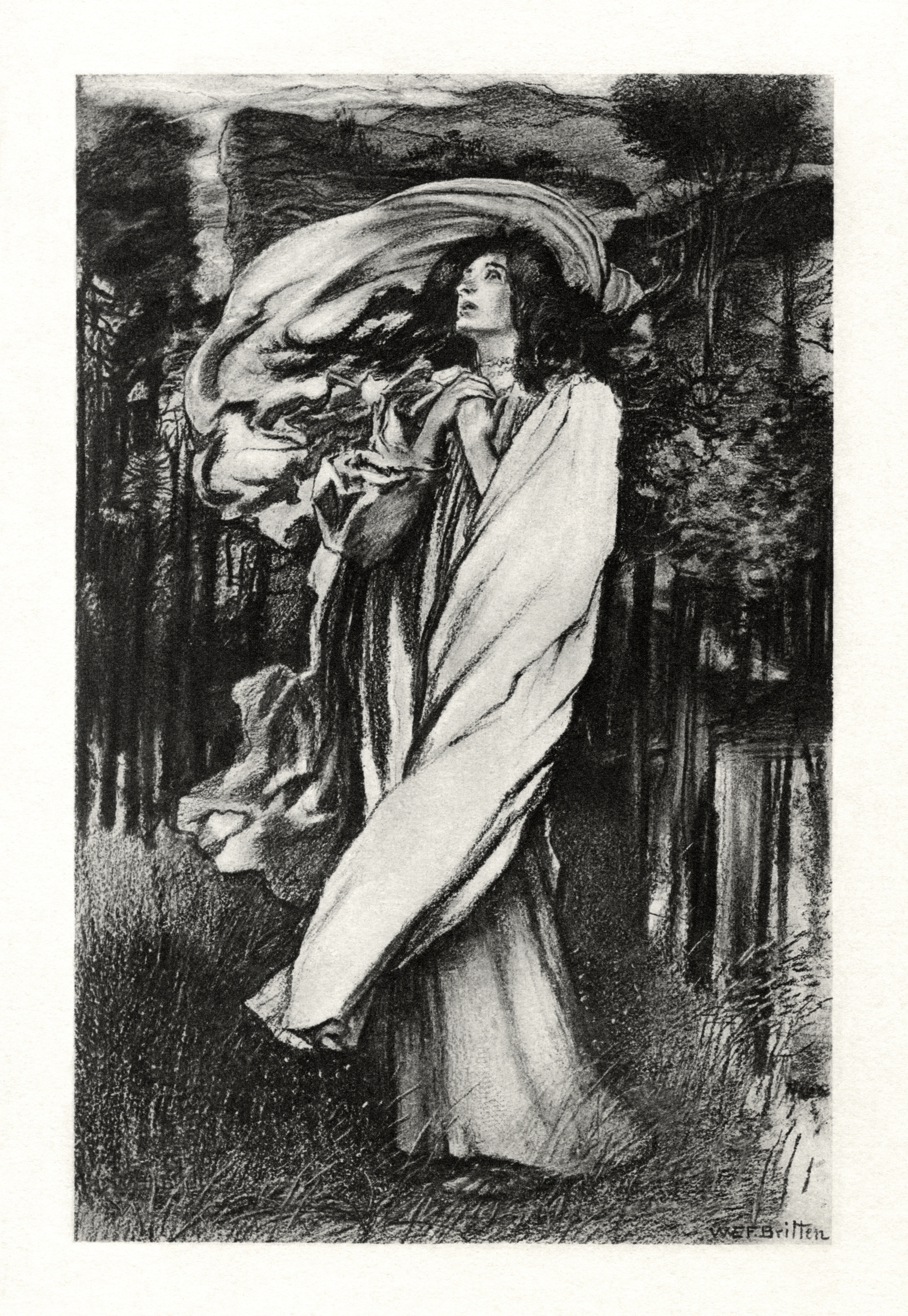
William Edward Frank Britten, ilustracja do poematu Alfreda Tennysona Oenone. Tennyson nie był pierwszym angielskim poetą, który przedstawił historię Oenone.

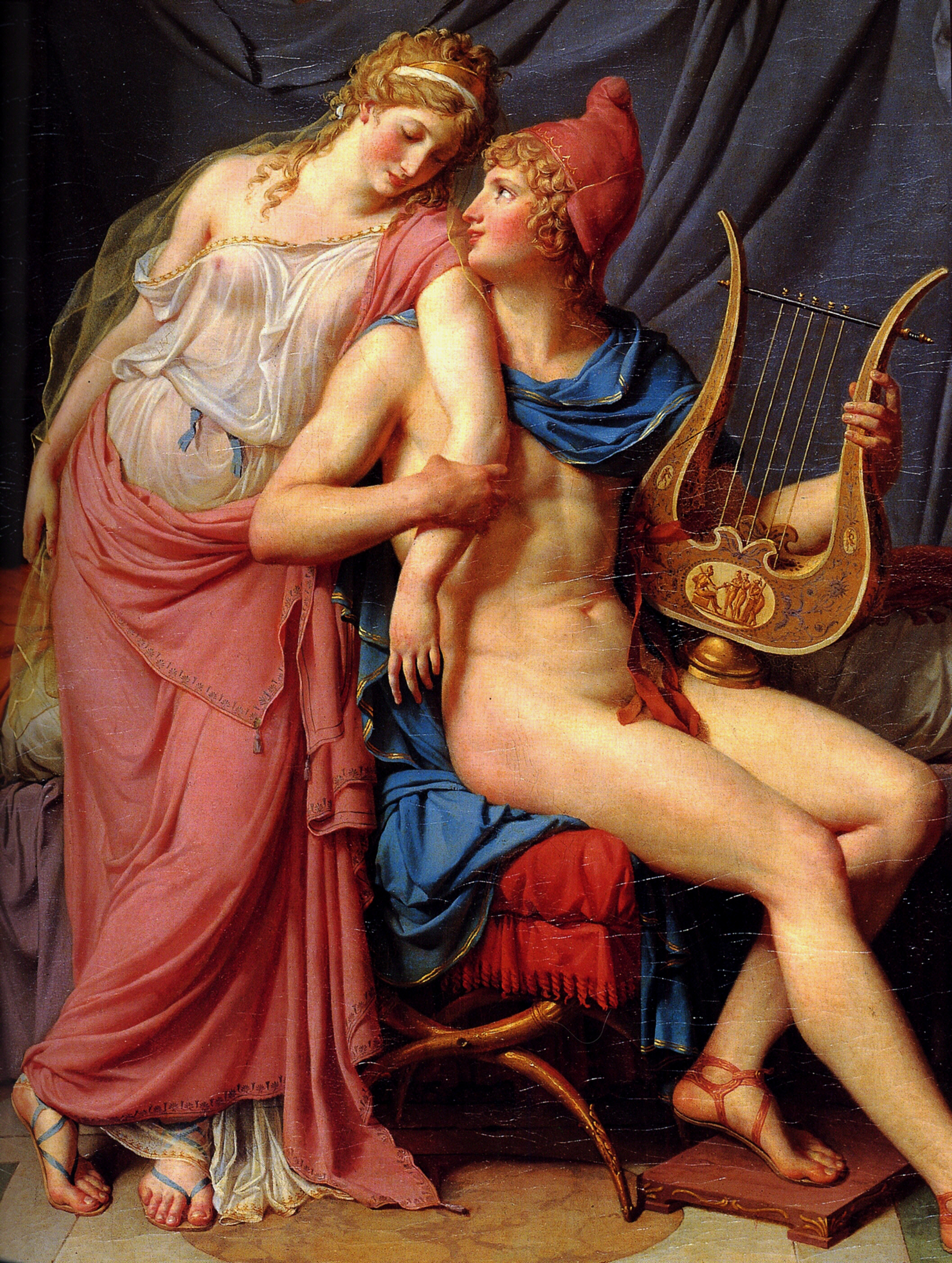
Jacques-Louis David, Parys i Helena

Oenone and Paris – poemat szesnastowiecznego angielskiego poety i dramaturga Thomasa Heywooda, opublikowany w 1594 roku. 
Przedstawia historię z mitologii greckiej, a dokładniej jeden z epizodów pobocznych opowieści o wojnie trojańskiej. Opowiada on o Oenone, pierwszej żonie trojańskiego księcia Parysa. Parys porzucił ją, żeby związać się z Heleną, przywiezioną z Grecji. Książę usprawiedliwia się przed Oenone, że jego miłość do Heleny to sprawa przeznaczenia, któremu żaden człowiek nie może się oprzeć. Utwór jest napisany sekstyną, czyli strofą sześciowersową rymowaną ababcc, powszechnie wykorzystywaną w czasach renesansu. Tą właśnie zwrotką William Szekspir napisał poemat Wenus i Adonis. Dzieło Heywooda, określane mianem epylionu, czyli małego eposu, składa się ze stu trzydziestu czterech zwrotek. W niektórych miejscach poeta inkrustuje tekst wyrazistą aliteracją:

The Phrigian Paris earelie in a morning,
Rose from th'imbracements of his new-stolne bryde:
Him selfe in silkes, his steede with studdes adorning,
With speedie course fast to the groves he plyde,
Pursuing game as farre as Ida mountaine.
There hee alight's, and sitts him by a fountaine.

Dwa i pół  wieku później wiersz o Oenone napisał Alfred Tennyson.